# Akifumi
Akifumi (viết: 哲郁, 昭文, 聡文, 彰文 or 章史) là một tên riêng nam giới người Nhật. Những người nổi tiếng với có tên này gồm:
- Endō Akifumi (遠藤 章史? sinh năm 1964), Diễn viên lồng tiếng người Nhật
- Miura Akifumi (三浦 哲郁? sinh năm 1981), Diễn viên người Nhật
- Sakamoto Akifumi (阪本 章史? sinh năm 1982), Tay đua BMX người Nhật
- Shimoda Akifumi (下田 昭文? sinh năm 1984), Võ sĩ quyền anh người Nhật
- Tada Akifumi (多田 彰文? sinh năm 1964), Nhà soạn nhạc trò chơi điện tử và video người Nhật
- Takahashi Akifumi (高橋 聡文? sinh năm 1983), Cầu thủ bóng chày người Nhật